# Венець (Ардатовський район)
Венец (рос. Венец) — селище у складі Ардатовського району Нижньогородської області. Входить до складу робітничого селища Мухтолово.

## Географія
Розташоване за 29 км на північ від робітничого поселення Ардатов. Селище розташоване на залізничній гілці Мухтолово - Теша на відстані 14 км на захід від робітничого поселення Мухтолово і 10 км на схід від робітничого поселення Теша Навашинського району.
На південній околиці селища невелике озеро. На південному сході від селища за 1 км протікає річка Монасиха. Селище з усіх боків оточене листяними лісами.

## Населення
| 1999 | 2002 | 2010 |
| ---- | ---- | ---- |
| 353  | ↘301 | ↘174 |